# Karakum

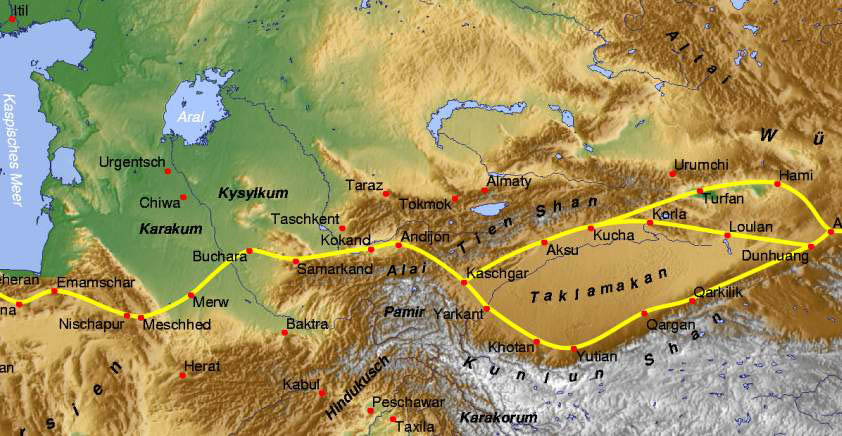
Asia Centrală (Drumul mătăsii)

Karakum (Kara-Kum, Garagum, Qoraqum) (în traducere „Nisip Negru”) este un deșert în Asia Centrală și împreună cu Deșertul Kîzîlkum (în traducere „Nisip Roșu”) formează o mare parte din Bazinul Turan o câmpie care are suprafața de 1,8 milioane km². Ținutul Karakum se află la vest de cursul râului Amudaria și aparține în mare parte de Turkmenistan și numai marginea de nord de Uzbekistan. Karakum ocupă 90 % din suprafața Tukmenistanului, având o suprafață de 400.000 km². Este o regiune cu o climă continentală foarte aridă, care este traversată, în partea de sud, de canalul Karakum care are lungimea de 1445 km; construcția lui a început în anul 1950, el fiind conceput pentru irigarea regiunii.

## Date geografice
Depresiunea Turan se întinde de la Câmpia Kazahă, în est, până la nord de Lacul Aral, până la sud de ținutul accidentat al lanțului muntos Kopet-Dagh, până la vest de Marea Caspică, iar la est de munții Pamir și Hindukuș.

## Imagini

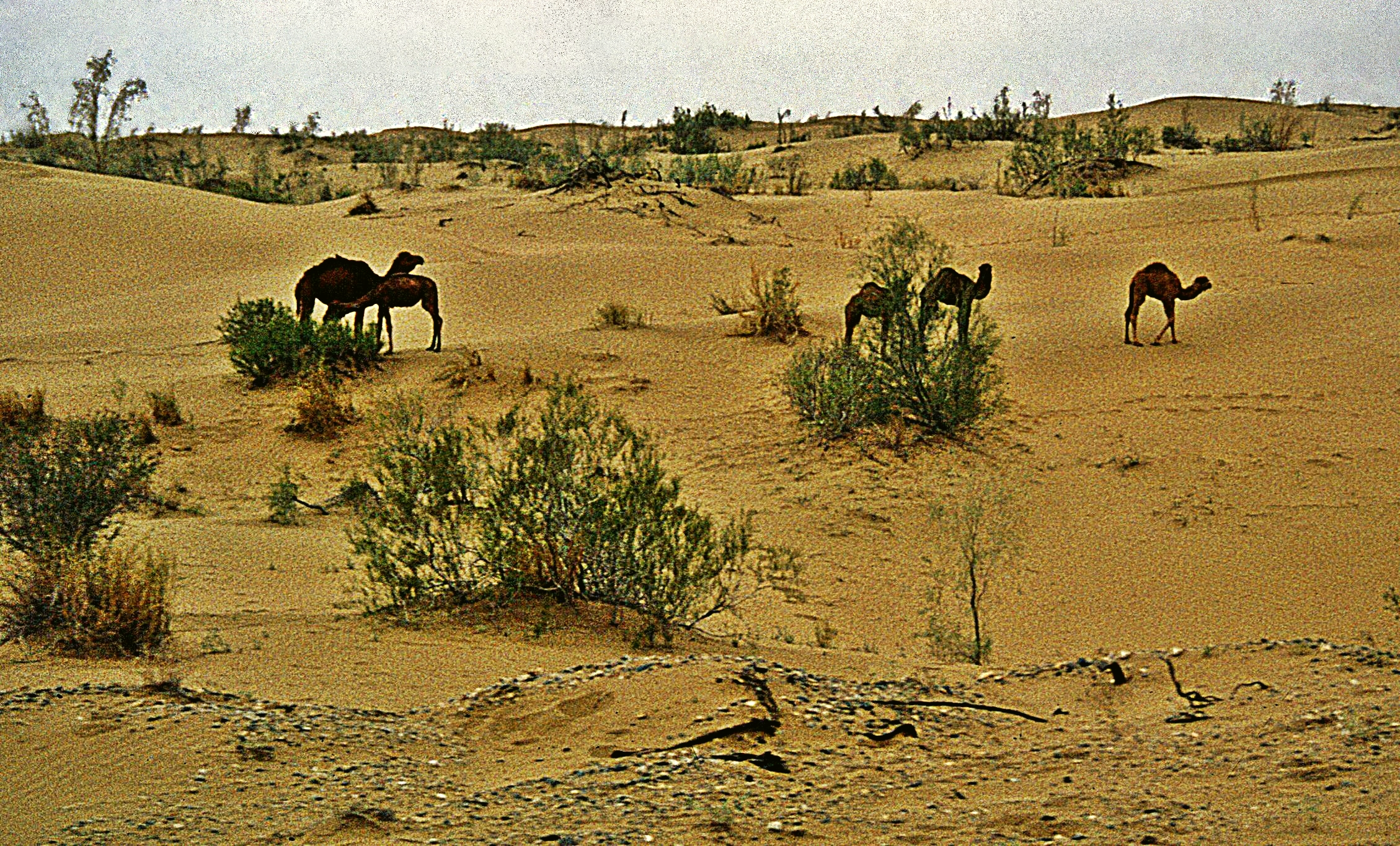
Deșertul karakum
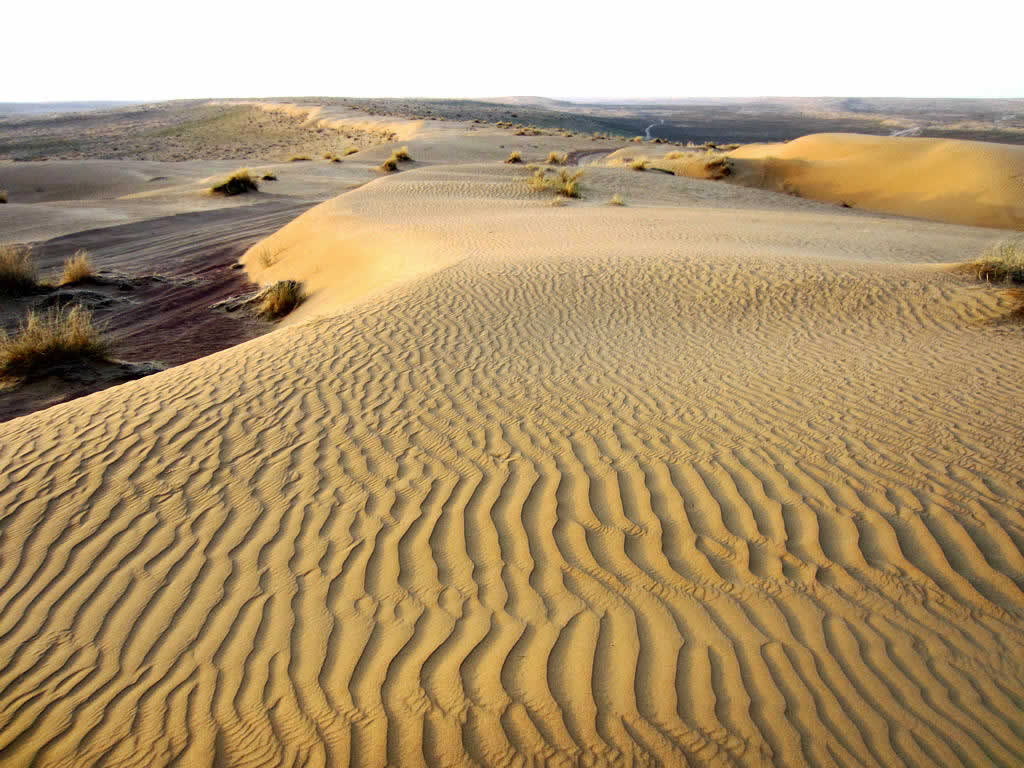
Karakum, Turkmenistan
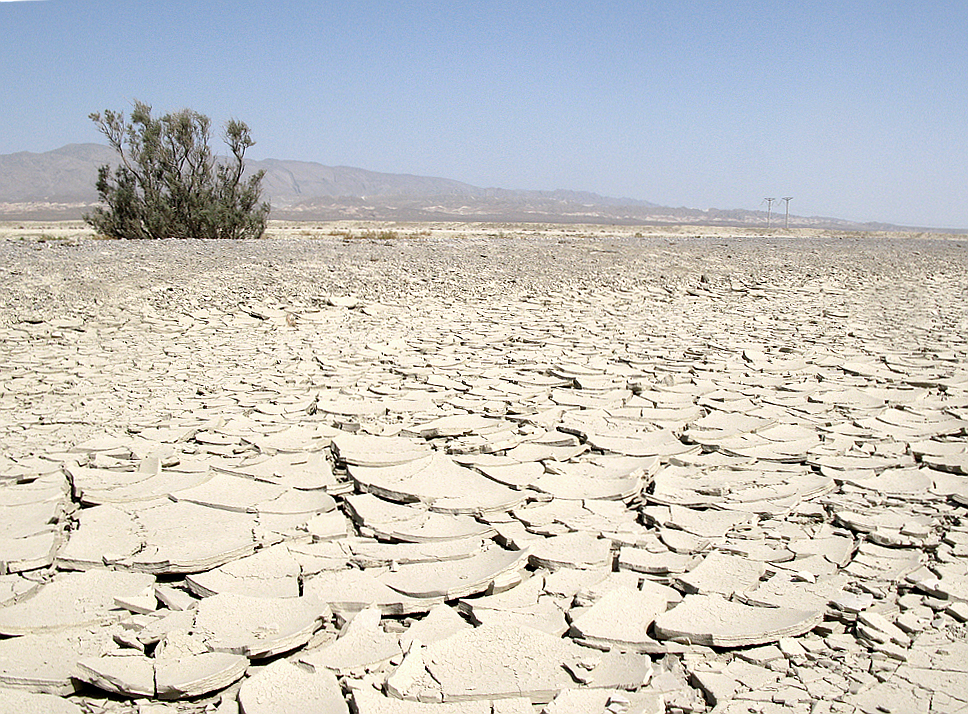
Karakum

## Legături externe
Materiale media legate de Karakum la Wikimedia Commons